# Американський інститут національних стандартів
Америка́нський інститут націона́льних станда́ртів (англ. American National Standards Institute, ANSI) — об'єднання американських промислових і ділових груп, що розробляє торгові і комунікаційні стандарти, член ISO.
Сформований 19 жовтня 1918. В ANSI представлені американські корпорації, урядові служби, міжнародні організації і приватні особи.  Штаб-квартира організації знаходиться у Вашингтоні, округ Колумбія. Операційний офіс ANSI знаходиться у Нью-Йорку. Річний операційний бюджет ANSI фінансується за рахунок продажу публікацій, членських внесків та зборів, послуг з акредитації, програм платних та програм міжнародних стандартів.
Відомі такі терміни як:
- ANSI C — стандарт мова C
- ANSI-графіка
- ANSI Cyrillic — одна з назв кодової сторінки Windows-1251 (названа так корпорацією Microsoft, але не є стандартом ANSI)

## Панелі стандартів
Інститут керує дев'ятьма панелями стандартів: 
- спільна стандартизація оборони батьківщини і безпеки ANSI (HDSSC)
- панель стандартів нанотехнологій ANSI (ANSI-NSP)
- панель стандартів ID захисту від крадіжок та ID управління (IDSP)
- спільна координація стандартизації енергоефективності ANSI (EESCC)
- спільна координація стандартизації ядерної енергетики (NESCC)
- електромобілів (EVSP)
- ANSI-NAM мережу хімічного регулювання
- панель ANSI координації стандартів біопалива
- панель стандартів інформаційних технологій охорони здоров'я (HITSP)

Кожна з панелей працює, щоб визначати, координувати і гармонізувати добровільні стандарти, які стосуються даної галузі. 
У 2009 році ANSI і Національний інститут стандартів і технологій (NIST) розпочали спільну координацію стандартизації ядерної енергетики (NESCC). NESCC є спільною ініціативою з метою визначення поточної необхідності у стандартах для ядерної промисловості.

## Дивись також
- ISO
- IEEE
- ГОСТ